# Pusztafalu
Pusztafalu is een plaats (község) en gemeente in het Hongaarse comitaat Borsod-Abaúj-Zemplén. Pusztafalu telt 268 inwoners (2001).